# 亨特溪 (亞利桑那州)
亨特溪（英語：Hunter Creek）是位於美國亞利桑那州希拉縣的一個人口普查指定地區。根據2010年美國人口普查，該地共人口500人，而該地的面積約為5.69平方千米。

## 地理
亨特溪的座標為34°18′18″N 111°00′39″W / 34.30500°N 111.01083°W，而該地最高點為海拔高度1790米（即4860英尺）。